# Ахмадуліна Белла Ахатівна
Бе́лла (Ізабе́лла) Аха́тівна Ахмаду́ліна (тат. Bella Əxət qızı Əxmədullina; 10 квітня 1937, Москва — 29 листопада 2010, Москва) — російська поетеса, перекладачка, драматургиня та сценаристка татарського походження.

## Біографія
1960 року закінчила Літературний інститут імені Горького (Москва). Від 1962 року — член Спілки письменників СРСР.
З 1955 по 1958 рік Ахмадуліна була першою дружиною поета Євгена Євтушенка . З 1959 по 1 листопада 1968  четвертою дружиною Юрія Нагібіна . Шлюб зруйнувався,за  «Щоденником» Нагібіна та белетризованих мемуарах Василя Аксьонова «Таємнича пристрасть», через сміливі сексуальні експерименти поетеси . У 1968 році, розлучаючись з Нагібіним, Ахмадуліна взяла на виховання прийомну дочку Анну. Від Ельдара Кулієва (сина балкарського класика Кайсина Кулієва) 1973 року Ахмадуліна народила доньку Єлизавету (09.05.1973). У 1974 році одружилася вчетверте з театральним художником Борисом Мессерером, залишивши дітей зі своєю матір'ю та домробітницею.
Померла 29 листопада 2010.
Перша дочка, Анна, закінчила Поліграфічний інститут, оформлює книги як ілюстраторка. Дочка Єлизавета закінчила Літературний інститут.

## Творчість
1964 року зіграла роль журналістки у фільмі «Живе такий хлопець».
Почесний член Американської академії мистецтва та літератури. Член-кореспондент Французької академії імені Стефана Малларме.
Поетика Ахмадуліної орієнтована на класичну традицію. Її віршам властиві яскрава метафоричність, поєднання піднесеного й буденного, схильність до архаїки.
Перекладала російською грузинських поетів.
Авторка есе про Олександра Пушкіна, Михайла Лермонтова.
Окремі поезії Ахмадуліної українською мовою переклав Валерій Гужва.
Вірш «По вулиці моїй вже котрий рік…» було написано Ахмадуліною в 22 роки   . 1975 року композитор Мікаел Тарівердієв поклав його на музику, й романс у виконанні Алли Пугачової прозвучав у фільмі Ельдара Рязанова « Іронія долі, або З легким паром! ».
Алла Пугачова написала музику до відомого вірша, назва якого «Прийшла і говорю (Зійти на сцену)», дала ім`я концертному туру, музичному фільму (1985) і згодом її 9-му студійному альбому (1987).
На вірш 23-річною Ахмадуліною під назвою «Прощання» композитор Андрій Петров написав романс, що став потім популярним, відомий по першому рядку — «А напоследок я скажу». Вперше він прозвучав у фільмі Е. Рязанова « Жорстокий романс » (1984).

## Нагороди
- Орден «За заслуги перед Батьківщиною» ІІ ступеня ( 11 серпня 2007 року ) — за визначний внесок у розвиток вітчизняної літератури та багаторічну творчу діяльність [12] .
- Орден «За заслуги перед Батьківщиною» III ступеня ( 7 квітня 1997 року ) — за заслуги перед державою та видатний внесок у розвиток вітчизняної літератури [13] .
- Орден Дружби народів ( 16 листопада 1984 року ) - за заслуги у розвитку радянської літератури та у зв'язку з 50-річчям утворення Спілки письменників СРСР [14] .
- Державна премія Російської Федерації в галузі літератури та мистецтва 2004 року (6 червня 2005 року ) - за продовження та розвиток високих традицій вітчизняної поезії [15] .
- Премія Президента Російської Федерації в галузі літератури та мистецтва 1998 року ( 12 січня 1999 року ) [16] .
- Премія імені Булата Окуджави 2003 ( 14 лютого 2004 ) [17] .
- Державна премія СРСР 1989 року в галузі літератури, мистецтва та архітектури ( 27 жовтня 1989 року ) - за книгу віршів «Сад» [18] .
- Лауреатка премії фонду "Прапор" (1993).
- Лауреатка "Носсіде" (Італія, 1994).
- Лауреатка премії " Тріумф " (1994).
- Лауреатка Пушкінської премії фонду А. Тепфер (1994).
- Лауреатка журналу "Дружба народів" (2000).

## Поетичні збірки
- «Струна» (Москва, 1962).
- «Уроки музики» (Москва, 1969).
- «Вірші» (Москва, 1975).
- «Свіча» (Москва, 1977).
- «Заметіль» (Москва, 1977).
- «Сни про Грузію» (Тбілісі, 1977).
- «Таємниця» (Москва, 1983).
- «Сад» (Москва, 1987).